# Ivan Frota Araújo
Ivan Frota Araujo (Tianguá, 25 de janeiro de 1956) é um radialista e jornalista brasileiro.

## Jornalismo
Um dos pioneiros do radialismo ibiapabano, trabalhou nas Rádios Santana AM e Serrana FM de Tianguá, Planalto da Ibiapaba de São Benedito e foi Diretor Geral da Rádio Centro FM, de Frecheirinha. Neste período, recebeu em seus programas inúmeros artistas famosos, entre eles, Tom Cavalcante, Rogério Flausino, da banda Jota Quest, Wando e a dupla Bruno e Marrone, além de alguns dos principais políticos do estado, como os então governadores Tasso Jereissati e Ciro Gomes.  De 1987 a 1991, foi correspondente de notícias do Programa Ceará Caboclo, do então apresentador Carneiro Portela, na TV Ceará e Assessor de Comunicação de vários prefeitos da Região Ibiapabana e Zona Norte do estado, no período de 1984 a 2010. 
Desde 2011 trabalha na Rádio Santana de Tianguá, apresentando os programas "Santana é Notícia", "No Terreiro da fazenda" e "Emoções", em homenagem a Roberto Carlos.

## Literatura
Lançou três livretos de cordel: "Administração de Tancredo Nunes", em 1987, Monsenhor Tibúrcio para prefeito", 1988 e "10 anos de Rádio Santana de Tianguá", em 1990.

## Homenagens
Em 2012 foi homenageado pelo FUI (Festival União da Ibiapaba) com o troféu Chico Anísio, por seus 32 anos de radiodifusão.
Em 2015 recebeu o troféu "ABC de Tianguá", por ter sido o primeiro radialista da cidade.

## Família
É casado com Dalvani Frota e pai de Derbson Frota.